# Bugs Bunny & Taz: La Espiral del Tiempo
Bugs Bunny & Taz: La Espiral del Tiempo es un juego de plataformas desarrollado por Artificial Mind and Movement para la consola de PlayStation y para Microsoft Windows.

## Argumento
Durante su trabajo como exterminador de peste, el Pato Lucas avería accidentalmente el Regulador del Tiempo de la Abuelita y es devuelto en el tiempo junto al núcleo de aquella máquina: la Joya del Tiempo. El Regulador se descompone, alterando temporal y espacialmente las distintas Épocas que se encontraban en Granwich. Las piezas que formaban parte del Regulador también se dispersan. Bugs Bunny llega a la casa de la Abuelita y se le encarga encontrar, junto a Taz, la Joya del Tiempo, las piezas del Regulador, los Personajes Perdidos en el Tiempo y otros elementos esenciales.

## Modo de juego

### Épocas
- Granwich

La abuelita y el Regulador del Tiempo están aquí; también todas las Épocas. Cada Época tiene una puerta especial que la representa. Granwich es una imitación de Greenwich y por lo tanto, del popular término GMT.
- Azteca

Mundo muy antiguo, representa tradiciones pasadas relacionadas con las de la cultura Azteca. Los subniveles son de un grado de dificultad bajo con muchas formas de interactuar con los personajes y superar obstáculos con facilidad. El Área Central de esta Época es la Ciudad Dorada y su jefe es Sam Bigotes.
- Vikinga

Como su nombre lo dice, representa a los pueblos nórdicos o pueblos Vikingos. En esta época, los personajes (Bugs y Taz) aprenden muchos más movimientos para facilitar su búsqueda. Sin embargo, el nivel de dificultad de los subniveles de esta Época incrementa un poco, siendo la Búsqueda uno de los escenarios más difíciles del juego. El Área Central de esta Época es la Aldea Shore y su jefe es Elmer Gruñón.
- Árabe

Se refiere a los pueblos árabes y le añade un toque mágico a la Época. Los subniveles siguen siendo medianamente complicados. Sin embargo, existen más lugares donde conseguir piezas del Regulador y donde aprender nuevos movimientos para los personajes. El Área Central de esta Época tiene el nombre de las Calles del Ocaso. El jefe es Babba Chop.
- Transilvania

Este es el último destino, una escalofriante y aterradora ciudad en la que los retos son muy complejos. Sin embargo, el culminar con todo lo propuesto en esta Época significa recuperar todas las piezas del Regulador y regresar la Joya del Tiempo a su lugar. Aquello sería el fin de la búsqueda y, por lo tanto, del juego. El Área Central de esta Época es la Ciudad Fantasma y su jefe es el Conde Bloodcount.

## Personajes

### Bugs Bunny
Este conejo está Perdido en el Tiempo y deberá ayudar a la abuelita a arreglar el Regulador del Tiempo. Bugs es sabio, ágil y puede hacer muchos movimientos por lo que completa con facilidad misiones de precisión y silencio.

### Taz
Taz es la "mascota" de la abuelita. Ella lo ha enviado con Bugs para que le pueda ayudar en su búsqueda. Las habilidades de Taz son muchas, sirven para levantar y empujar cosas pesadas o simplemente romperlas. Sin embargo, no puede ser utilizado para misiones que implican silencio o sigilo.

### Abuelita
Es la guía de Bugs y Taz. Les da consejos y pistas a los dos. Además, les enseña los movimientos que pueden hacer. Se comunica con ellos por el Espejo Mágico. Como debe vigilar el Regulador del Tiempo, no puede participar de la aventura.

### Piolín
Piolín es otra de las mascotas de la abuelita. Él les dará los mensajes de la abuelita a Bugs y Taz.

### Pato Lucas
Ambicioso rival de los protagonistas del juego. Como tiene la Joya del Tiempo, tratará de viajar para conseguir todo lo que pueda. A veces, será perseguido y le pedirá a Bugs su ayuda. 

### Monstruos de Transilvania
Aparecen en la Ciudad Fantasma. El jugador puede usar estos personajes al cambiar el cerebro de Bugs o Taz por el de ellos. Su única habilidad es golpear. Su aspecto es similar al de los Monstars, criaturas de la película Space Jam.

## Jefes
- Gorila Gigante: Es el jefe del Reino Babuino.
- Sam Bigotes: Es el jefe Azteca. Accidentalmente, deja escapar a Lucas.
- Matón del Barco: Vikingo que tira bombas desde su barco en el "Valle de la Luna".
- Elmer Gruñón: El rey Vikingo. Con su Martillo Dorado lanza rayos desde sus enormes torres.
- Babba Chop: Es el jefe Árabe que destroza todo lo que se interponga en su camino.
- Conde Bloodcount (Sangrón en Hispanoamérica): Es un escalofriante vampiro deseoso de sangre y el jefe de la última Época.

## Épocas y Jefes
- Azteca- Sam Bigotes/Gorila Gigante
- Vikinga- Elmer Gruñón/Matón del Barco
- Árabe- Babba Chop
- Transilvania- Conde Bloodcount

### Subniveles y Áreas Centrales de las Épocas
| Época        | Área Central         | Subniveles                                                                                 | Minijuegos                                                                                              | Fortaleza del Jefe               |
| ------------ | -------------------- | ------------------------------------------------------------------------------------------ | --- | -------------------------------- |
| Azteca       | La Ciudad Dorada     | El Desafío Del Mono El Viaje Sagrado El Reino Babuino                                      | El Desafío de los Bloques Toca Los Tambores El Juego de la Pelota El desafío de Sneak Peak              | El Templo de Sam                 |
| Vikinga      | La Aldea Shore       | Salvar Al Druida La Pelea con Bolas de Nieve La Carrera de la Armadura El Valle de la Luna | Toca y Gira El Desafío del Patinaje Sobre Hielo El Partido de Hockey                                    | El Territorio de Elmer           |
| Árabe        | Las Calles del Ocaso | Templos de los Genios La Persecución en Alfombra Los Jardines Reales                       | El Desafío del Taz Majhal El Partido de Fútbol El Desafío de los Platos Giratorios Las Clases de Baladí | La Cueva de Babba                |
| Transilvania | La Ciudad Fantasma   | El Río Encantado Zoovania                                                                  | El Partido de Rugby                                                                                     | El Castillo del Conde Bloodcount |

## Reparto
- En inglés:
  - Billy West - Bugs Bunny, Elmer Gruñón
  - Joe Alaskey - Pato Lucas, Piolín, Gorila Gigante, Matón del Barco, Conde Bloodcount
  - Jim Cummings - Taz
  - June Foray - Abuelita
  - Maurice LaMarche - Sam Bigotes
  - Kath Soucie - Bailarina de Baladí